# Figlie di Maria (bannabikira)
Le Figlie di Maria, dette Bannabikira (in inglese Daughters of Mary o Bannabikira Sisters), sono un istituto religioso femminile di diritto pontificio: le suore di questa congregazione pospongono al loro nome le sigla D.M.B.

## Storia
La congregazione venne fondata a Villa Maria, presso Masaka, dal vicario apostolico Henri Streicher, dei missionari d'Africa: l'istituto era composto esclusivamente da indigene ugandesi, la cui preparazione venne affidata alle Suore Bianche.
Le origini delle Bannabikira risalgono al 1899: nel 1910 vennero approvate come sodalizio ed ebbero da Streicher i primi regolamenti; nel 1925 le Bannabikira vennero sottratte al governo delle Suore Bianche e poterono eleggere la loro prima superiora generale ugandese.
Eretta in istituto di diritto diocesano il 21 agosto 1925, la congregazione ricevette il pontificio decreto di lode il 16 gennaio 1958.

## Attività e diffusione
Le finalità delle Figlie di maria sono l'educazione della gioventù, la cura dei malati e le opere sociali.
Le religiose sono presenti in Kenya, Tanzania, Uganda; la sede generalizia è a Masaka.
Alla fine del 2008 la congregazione contava 663 religiose in 72 case.